# Головинщинский сельсовет (Пензенская область)
Головинщинский сельсовет — сельское поселение в Каменском районе Пензенской области Российской Федерации.
Административный центр — село Головинщино.

## История
Статус и границы сельского поселения установлены Законом Пензенской области от 2 ноября 2004 года № 690-ЗПО «О границах муниципальных образований Пензенской области».
22 декабря 2010 года в соответствии с Законом Пензенской области № 1992-ЗПО в состав сельсовета включены территория упразднённого Андреевского сельсовета.

## Население
| 2002  | 2010  | 2012  | 2013  | 2014  | 2015  | 2016  |
| ----- | ----- | ----- | ----- | ----- | ----- | ----- |
| 2082  | ↘1852 | ↗2499 | ↘2480 | ↘2371 | ↘2323 | ↘2246 |
| 2017  | 2018  | 2021  |       |       |       |       |
| ↘2168 | ↘2103 | ↘1816 |       |       |       |       |

## Состав сельского поселения
| №  | Населённый пункт | Тип населённого пункта       | Население |
| -- | ---------------- | ---------------------------- | --------- |
| 1  | Адикаевка        | железнодорожная станция      | 19        |
| 2  | Адикаевка        | село                         | ↘76       |
| 3  | Андреевка        | село                         | ↘389      |
| 4  | Головинщино      | село, административный центр | ↘849      |
| 5  | Кочетовка        | село                         | ↘421      |
| 6  | Низовка          | село                         | ↘354      |
| 7  | Радуга           | посёлок                      | 9         |
| 8  | Росток           | посёлок                      | 94        |
| 9  | Скворечное       | село                         | ↘341      |
| 10 | Тулытьба         | посёлок                      | 52        |